# Ioan Snep
Ioan Gabor Snep (født 12. juli 1966 i Negreşti-Oaş, Rumænien) er en rumænsk tidligere roer.
Snep vandt en sølvmedalje i firer med styrmand ved OL 1988 i Seoul. Dimitrie Popescu, Vasile Tomoiagă, Valentin Robu og styrmand Ladislau Lovrenschi udgjorde bådens øvrige besætning. I finalen blev den rumænske båd besejret af Østtyskland, der vandt guld, mens New Zealand fik bronze. Snep deltog også ved OL 1992 i Barcelona, denne gang som del af rumænernes firer uden styrmand.
Snep vandt desuden to VM-sølvmedaljer, en i toer med styrmand i 1989 og en i firer med styrmand i 1991.

## OL-medaljer
- 1988:  Sølv i firer med styrmand